# Telaranea paludicola
Telaranea paludicola là một loài rêu tản trong họ Lepidoziaceae. Loài này được (E.A. Hodgs.) E.A. Hodgs. miêu tả khoa học lần đầu tiên năm 1965.